# Liora
Liora Simon (Ascalão, Israel, 1970) é uma cantora israelense. 
Durante seu serviço militar, ela foi musicalmente ativa. Em 1994, lançou o seu primeiro álbum. Em 1995 venceu o Kdam Erovizion, tendo assim o direito de representar o seu país no Festival Eurovisão da Canção desse mesmo ano, com o hino "Amen" (em hebraico: אמן) onde alcançou o 8º lugar. Exceto no seu país natal, ela também é conhecida na América do Sul. Ela viveu entre 2004 e 2006 na Argentina, tendo aparecido como convidada a cantora Mercedes Sosa e outros artistas da música latino-americana.